# Konstantin Ritter
Konstantin Ritter (* 22. April 1964 in Eschen) ist ein ehemaliger liechtensteinischer Skilangläufer.

## Werdegang
Konstantin Ritter kam bei den Nordischen Junioren-Skiweltmeisterschaften 1981 in Schonach auf den 24. Platz über 15 km und auf den 14. Rang mit der Staffel, bei den Nordischen Junioren-Skiweltmeisterschaften 1982 in Murau auf den 26. Platz über 15 km und bei den Nordischen Junioren-Skiweltmeisterschaften 1984 in Trondheim auf den 54. Platz über 15 km. Bei den Olympischen Winterspielen 1984 in Sarajevo startete er über 15 Kilometer und belegte den 42. Rang. Vier Jahre später bei den Winterspielen in Calgary ging er neben den 15 Kilometern, die er nicht beendete, auch über 30 Kilometer an den Start und erreichte den 58. Platz. Bei Nordischen Weltmeisterschaften errang er 1987  in Oberstdorf den 46. Platz über 15 km klassisch und 1989 in Lahti den 46. Platz über 30 km klassisch und den 44. Platz über 15 km klassisch.